# Орівська сільська рада
Орівська сільська рада — колишній орган місцевого самоврядування у Сколівському районі Львівської області. Адміністративний центр — село Орів.

## Загальні відомості
Орівська сільська рада утворена в 1939 році. Територією ради протікає річка Стинавка.

## Населені пункти
Сільській раді підпорядковані населені пункти:
- с. Орів
- с. Зимівки

## Склад ради
Рада складається з 16 депутатів та голови.

### Керівний склад попередніх скликань
| ПІБ                           | Основні відомості                                                                       | Дата обрання | Дата звільнення |
| ----------------------------- | --------------------------------------------------------------------------------------- | ------------ | --------------- |
| Костище Михайло Володимирович | Сільський голова, 1961 р.н., освіта вища, член Всеукраїнського об'єднання «Батьківщина» | 26.03.2006   | 31.10.2010      |
| Костище Михайло Володимирович | Сільський голова, 1961 р.н., освіта вища, член Всеукраїнського об'єднання «Батьківщина» | 31.10.2010   |                 |

Примітка: таблиця складена за даними джерела

## Населення
Згідно з переписом УРСР 1989 року чисельність наявного населення сільської ради становила 2366 осіб, з яких 1095 чоловіків та 1271 жінка.
За переписом населення України 2001 року в сільській раді мешкали 1964 особи.

### Мова
Розподіл населення за рідною мовою за даними перепису 2001 року:
| Мова       | Відсоток |
| ---------- | -------- |
| українська | 99,59 %  |
| російська  | 0,36 %   |
| білоруська | 0,05 %   |